# Jiménez, Michoacán
Jiménez là một đô thị thuộc bang Michoacán, México. Năm 2005, dân số của đô thị này là 12815 người.